# Meraporus rambouseki
Meraporus rambouseki är en stekelart som beskrevs av Boucek 1961. Meraporus rambouseki ingår i släktet Meraporus och familjen puppglanssteklar.
Artens utbredningsområde är:
- Bulgarien.
- Rumänien.

Inga underarter finns listade i Catalogue of Life.